# شاه سرزمین‌ها
عنوان شاه سرزمین‌ها عنوانی بود که پادشاهان قدرتمند بین‌النهرین ادعا می‌کردند اصطلاح شاه کشورها یا شاه سرزمین ها اولین بار در امپراتوری آشوری نو (۹۱۱ قبل از میلاد تا ۶۰۹ قبل از میلاد) مطرح شده‌است صریحاً به سرزمین‌های خارجی (به عنوان مثال غیر آشوری) اشاره دارد، که اغلب فراتر از محدوده خود بین‌النهرین که به سرزمین آشور اشاره دارد این عنوان نمایانگر این است که پادشاه آشور حق اداره سرزمین‌های خارجی و همچنین سرزمین خود را دارد.

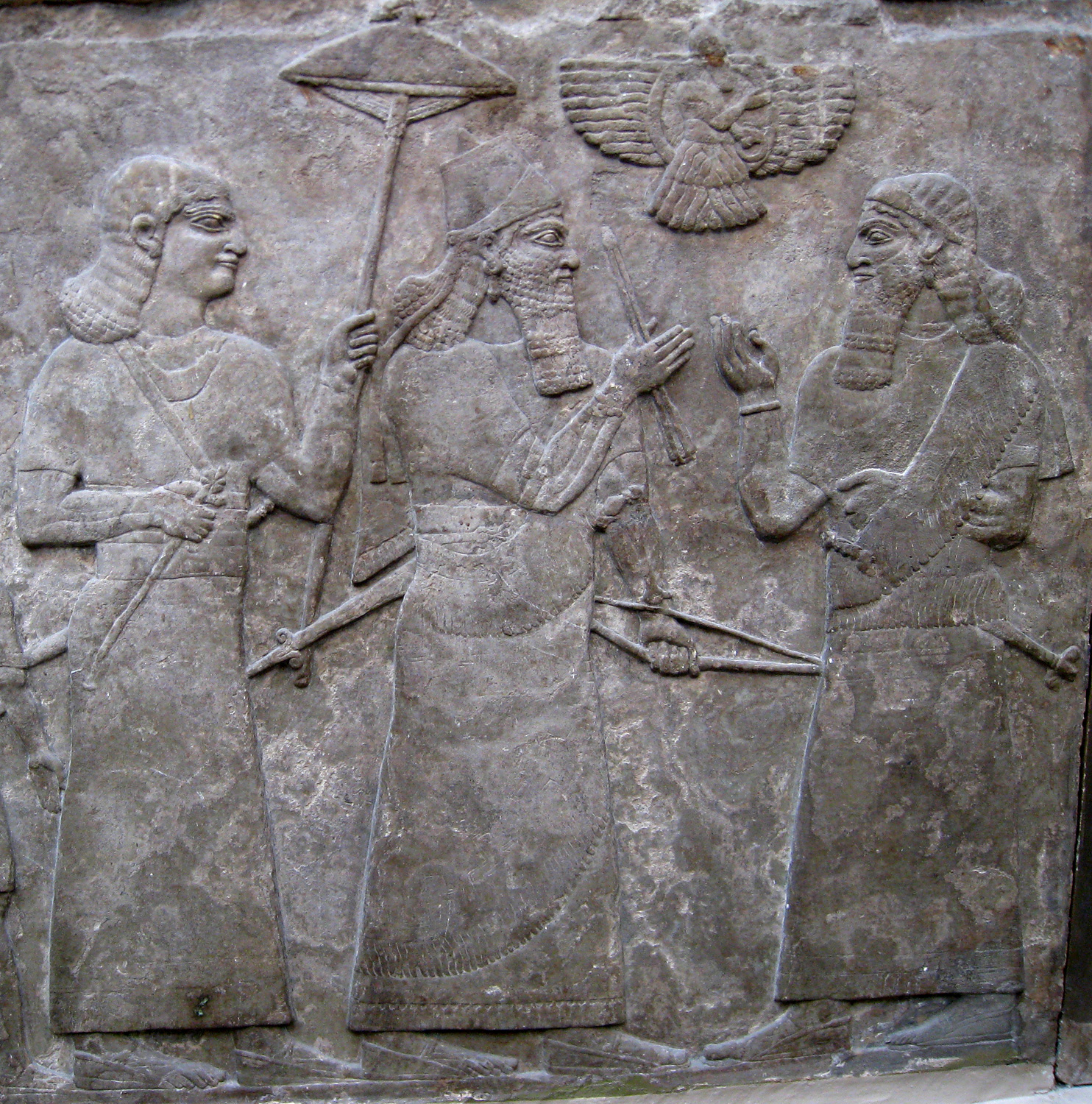
تصویر وسط آشوربانی‌پال را به عنوان شاه سرزمین‌ها نشان می‌دهد.

## تاریخ
این عنوان توسط پادشاه آشور-ناصیر-پال دوم معرفی شد. این عنوان و عنوان مشابه ("شاه همه سرزمین‌ها") نیز توسط پسر آشورناصیرپال و جانشین او شلمنسر سوم استفاده شد. غیر از این دو پادشاه، این عنوان به ندرت در دوره امپراتوری آشوری نو تصدیق می‌شود فقط در ارتباط با یک پادشاه دیگر آشوربانی‌پال استفاده می‌شود.
کوروش بزرگ پس از فتح بابل در سال ۵۳۹ قبل از میلاد از چندین عنوان سنتی بین‌النهرین استفاده کرد از جمله آنها کوروش و همه شاهنشاهان بعدی شاهنشاهی هخامنشی از عنوان مشابه شاه کشورها (پارسی قدیم: xšāyaθiya dahyūnām) در کتیبه‌های خود استفاده می‌کنند. کاتبان در شهر بابل این عنوان را به šar mātāti ترجمه کردند پادشاهان هخامنشی که صریحاً نوع آکدی زبان را تصدیق می‌کنند (وقتی کاتبان بابلی دربارهٔ آن بحث می‌کنند) شامل کوروش بزرگ ،کمبوجیه دوم و اردشیر یکم است این عنوان همچنین توسط شورشیان در بابل در زمان هخامنشیان استفاده می‌شد که علیه حکومت خشایارشا یکم قیام کرده ادعا کرد که «شاه بابل و سرزمینها» است

## فهرست شاهان شناخته شده با عنوان شاه سرزمین‌ها

### امپراتوری آشوری نو
- آشورناصیرپال دوم (۸۳۳–۸۵۹ ق. م)[۱]
- شلمنسر سوم (۸۵۹–۸۲۴ ق. م)[۱۰]
- آشوربانی‌پال (۶۶۹–۶۳۱ ق. م)[۴]

### شاهنشاهی هخامنشی
- کوروش بزرگ (۵۵۹–۵۳۰ ق. م) [۶]
- کمبوجیه دوم (۵۳۰–۵۲۲ ق. م)[۷]
- اردشیر یکم (۴۶۵–۴۲۴ ق. م)[۸]
- سایر شاهان هخامنشی نیز از عنوان معادل شاه سرزمین‌ها یعنی از عنوان شاه کشورها استفاده می‌کردند[۳]

### امپراتوری سلوکی
- آنتیوخوس یکم (۲۸۱–۲۶۱ ق. م)[۱۱]

### شاهنشاهی اشکانی
- فرهاد دوم (۱۳۲–۱۲۷ ق. م)[۱۲]

### استناد
1. 1 2 3  Karlsson 2016, p. 153.
2. ↑  Karlsson 2016, p. 19.
3. 1 2 3  Johandi 2012, p. 170.
4. 1 2  Karlsson 2017, p. 10.
5. ↑  Johandi 2012, p. 166.
6. 1 2  Waerzeggers & Seire 2018, p. 40.
7. 1 2  Waerzeggers & Seire 2018, p. 44.
8. 1 2  Waerzeggers & Seire 2018, p. 193.
9. ↑  Waerzeggers & Seire 2018, p. 6.
10. ↑  Karlsson 2016, p. 15.
11. ↑  Kosmin 2014, p. 113.
12. ↑  Shayegan 2011, p. 43.